# Satyricon (musikgrupp)
Satyricon är ett norskt black metal-band, bildat 1990 av Carl-Michael Eide ("Exhurtum") och Vegard Tønsberg Bakke ("Wargod"). En kort tid därefter anslöt sig Håvard Jørgensen (Lemarchand) till bandet. Bandet kallades då Eczema, men namnet ändrades till Satyricon 1991 då bandet började spela black metal. Debutalbumet Dark Medieval Times från 1994 är klassiskt inom genren.
Satyricon experimenterar mycket med tempoväxlingar, piano, stråkinstrument, körer med mera. Gruppen är oftast noga med att ha ett enhetligt visuellt uttryck, bland annat var de det första black metal-bandet som gjorde en musikvideo med sin låt "Mother North". Grundaren Sigurd Wongraven ("Satyr") var också bland de första norska black metal-musikerna med att experimentera med den visuella framtoningen genom att söka fler uttryck utöver corpsepaint. Wongraven driver även skivbolaget Moonfog som har en genomgående musikalisk och grafisk profil på sina utgåvor. Bandet omnämndes i media när två av dess sessions-medlemmar 2004 misstänktes för brott i Kanada. Till skillnad från många andra band inom genren brukar Satyricon förhållandevis ofta ge utomhuskonserter.
Femspårs-EP:n My Skin is Cold gavs ut i juni 2008 och i november samma år släpptes bandets sjunde studioalbum, The Age of Nero.
Satyricon mottog Gammleng-prisen i klassen "Metal" 2011.

## Medlemmar
Nuvarande medlemmar
- Satyr (Sigurd Wongraven) – sång, gitarr (1991– )
- Frost (Kjetil-Vidar Haraldstad) – trummor (även i 1349) (1992– )

Tidigare medlemmar
- Wargod (Vegard Tønsberg Bakke) – basgitarr (1991–1992)
- Exhurtum (Carl-Michael Eide) – trummor (1991–1992)
- Lemarchand (Håvard Jørgensen) – gitarr (1991–1993), basgitarr (1993)
- Samoth (Thomas Thormodsæther Haugen) – gitarr, basgitarr (1993–1996)
- Kveldulv (Ted Skjellum) – gitarr (1996–1997)

Livemedlemmar
- Steinar "Azarak" Gundersen – gitarr (1999– )
- Neddo (Anders Odden) – basgitarr (2009, 2013– )
- Anders Hunstad – keyboard (2011–2013, 2014– )
- Ben Ash (Benjamin James Ash) – gitarr (2019– )

Tidigare livemedlemmar
- Ihsahn (Vegard Sverre Tveitan) – keyboard
- Svartalv (Kenneth Svartalv Skibrek Halvorsen) – basgitarr (1996)
- Død (Daniel Olaisen) – gitarr (1996–1999)
- Daimon (Rickard Hans Cabeza) – basgitarr (1997)
- Tchort (Terje Vik Schei) – gitarr (1997–1999)
- Sanrabb (Morten Furuly) – gitarr (1999)
- Kine Hult – keyboard (1999–2000)
- Tyr (Jan Erik Torgersen) – basgitarr (2000)
- Cyrus (Terje Andersen) – gitarr (2000–2002)
- Lars Norberg – basgitarr (2000–2007)
- Arnt Obsidian Grønbech (aka Onsidian Claw) – gitarr (2002–2007)
- Ivar Bjørnson – keyboard (2003)
- Brynjulv Guddal – keyboard (2003)
- Jonna Nikula – keyboard (2003–2011)
- Joey Jordison (Nathan Jonas Jordison) – trummor (2004)
- Trym Torson (Kai Johnny Solheim Mosaker) – trummor (2004)
- Schoft – gitarr (2007)
- Victor Brandt – basgitarr (2008)
- Gildas Le Pape – gitarr (2008–2013)
- Brice Leclercq – basgitarr (2009–2011)
- Silmaeth – basgitarr (2011–2012)
- Diogo Bastos – gitarr (2013–2015)
- Job Bos – keyboard (2013)
- Dirk Verbeuren – trummor (2014)

## Gästmusiker (studio)
Sång
- Nebelhexë (Andrea Haugen) (1996)
- Anja Garbarek (2002)

Gitarr
- Død (Daniel Olaissen) (1996–1999)
- Tchort (Terje Vik Schei) (1997–1999)
- A.O. Grønbech (Arnt Grønbech) (2002–2007)
- Sanrabb (Morten Furuly) (1999)
- S.W. Krupp (Snorre W. Ruch) (1999)
- Cyrus (Terje Andersen) (?)

Basgitarr
- Ingar Amlien (1999)
- Lars K. Norberg (2002–2007)
- Fenriz (Gylve Fenris Nagell) (?), trummor (1999)
- Daimon (Richard Cabeza) (?)
- Svartalv (Kenneth) (?)
- Tyr (Jon Erik Torgersen) (?)
- Victor Brandt (2008–2009)
- Neddo (Anders Odden) (2009), gitarr (1997, 1999)

Trummor
- Joey Jordison (Slipknot) (2004)
- Trym Torson (Kai Johnny Mosaker) (2004)

Keyboard
- Torden (Tord Vardøen) (1993)
- S.S. (Steinar Sverd Johnsen) (1994)
- Grothesk (Stephan Groth) (1996)
- Bratland (Geir Bratland) (1996, 1999)
- Ivar Peersen (Ivar Bjørnson) (2003)
- Ihsahn (Vegard Sverre Tveitan) (?)
- Kine Hult (?)
- Vegard Blomberg (1999) (inte att förväxlas med Wargod)

## Diskografi

### Demo
- 1992 – All Evil
- 1993 – The Forest is My Throne

### Studioalbum
- 1994 – Dark Medieval Times
- 1994 – The Shadowthrone
- 1996 – Nemesis Divina
- 1999 – Rebel Extravaganza
- 2002 – Volcano
- 2006 – Now, Diabolical
- 2008 – The Age of Nero
- 2013 – Satyricon
- 2017 – Deep Calleth Upon Deep
- 2022 – Satyricon & Munch

### Livealbum
- 2015 – Live at the Opera

### EP
- 1997 – Megiddo
- 1999 – Intermezzo II
- 2008 – My Skin is Cold

### Singlar
- 2002 – "Fuel for Hatred" (promo)
- 2006 – "The Pentagram Burns" (promo)
- 2006 – "K.I.N.G."
- 2008 – "Black Crow on a Tombstone"
- 2017 – "Deep Calleth upon Deep"
- 2017 – "To Your Brethren in the Dark"

### Samlingsalbum
- 1998 – Picture Disc Box Set (3x12" vinyl box)
- 1999 – The Shadowthrone / Dark Medieval Times (kassett)
- 2002 – Ten Horns - Ten Diadems

### Annat
- 1995 – The Forest Is My Throne/Yggdrasill (delad CD med Enslaved)

## Videografi
- 1996 – Mother North (VHS)
- 2001 – Roadkill Extravaganza (DVD)